# زمین‌لرزه ۱۹۶۹ اتیوپی
زمین‌لرزه اتیوپی  در تاریخ ۲۹ مارس ۱۹۶۹ میلادی، برابر با ‎۹ فروردین ۱۳۴۸، ساعت ۹:۱۵:۵۲ به زمان یوتی‌سی در اتیوپی رخ داد. ژرفای این زلزله ۱۱٫۸ کیلومتر بود. بزرگی آن ۶٫۳ در مقیاس Ms اعلام شده‌است. زمین‌لرزه به وقت محلی در روز شنبه، ساعت ۱۲ روی داده و منطقه زمانی آن یوتی‌سی +۳ بوده‌است .
سازمان زمین‌شناسی آمریکا نیز جای این زمین‌لرزه را در مختصات ۱۱°۵۴′شمالی ۴۱°۱۳′شرقی / ۱۱٫۹°شمالی ۴۱٫۲۱°شرقی و بزرگی آنرا برابر با ۶٫۲ در مقیاس ریشتر اعلام کرده‌است. ژرفای گزارش شده از سوی این سازمان ۳۵ کیلومتر می‌باشد.
شمار کشتگان زلزله حدود ۴۰ نفر بوده‌است.تعداد زخمیان ۱۶۷ نفر برآورده شده‌است.بی‌خانمان شدگان نیز ۴۲۰ نفر اعلام شده‌است.